# Blennerhassett (Virginie-Occidentale)
Pour les articles homonymes, voir Blennerhassett.
Blennerhassett est une census-designated place située dans le comté de Wood, dans l’État de Virginie-Occidentale, aux États-Unis. Lors du recensement de 2020, elle comptait 3 118 habitants.